# Donomulyo (Donomulyo)
Donomulyo is een bestuurslaag in het regentschap Malang van de provincie Oost-Java, Indonesië. Donomulyo telt 11.175 inwoners (volkstelling 2010).